# Sozialgericht Düsseldorf
Das Sozialgericht Düsseldorf ist ein Gericht der Sozialgerichtsbarkeit. Das Gericht ist eines von acht Sozialgerichten in Nordrhein-Westfalen und hat seinen Sitz in Düsseldorf. Gerichtspräsidentin ist Ute Erberich.

## Gerichtsgebäude
Das Gerichtsgebäude des Sozialgerichts Düsseldorf befindet sich in der Ludwig-Erhard-Allee 21.

## Gerichtsbezirk  und übergeordnete Gerichte
Das Sozialgericht Düsseldorf ist örtlich für die Städte Düsseldorf, Krefeld, Leverkusen, Mönchengladbach, Remscheid, Solingen und Wuppertal sowie die Kreise Mettmann, Rhein-Kreis Neuss und Viersen zuständig. Es hält in Krefeld, Mönchengladbach, Solingen und Wuppertal Gerichtstage ab. Die sachliche Zuständigkeit ergibt sich aus dem Sozialgerichtsgesetz.
Auf Landesebene ist das Landessozialgericht Nordrhein-Westfalen in Essen das übergeordnete Gericht. Diesem ist wiederum das Bundessozialgericht in Kassel übergeordnet.